# Герен, Жан-Батист Полен
Жан-Бати́ст Поле́н Гере́н (фр. Jean-Baptiste Paulin Guérin, 25 марта 1783, Тулон — 19 января 1855, Париж) — французский живописец, современник Пьера Герена. Во Франции художника обычно называют Поленом Гереном, но в русской традиции он часто фигурирует как Жан-Батист Герен.

## Биография
Будущий художник родился в Тулоне, но вырос в Марселе, куда вскоре переехала его семья и где отец держал слесарную лавку. Полен помогал отцу в его работе, одновременно посещая Свободную школу рисования, где познакомился со сверстником-художником Августином Обером. В 1802 году они вдвоём уехали в Париж. Эту поездку оплатил богатый любитель живописи барон Деллиль, который заметил в Герене талант, пока что талант копииста.
В Париже Полен Герен занимался живописью. Чтобы повысить свои навыки и подработать, он работал подмастерьем у художников Франсуа Жерара и Франсуа Андре-Венсана. С 1810 года он выставлял на парижском Салоне и свои собственные работы.
Увлекшись исторической и религиозной живописью, Полен Герен привлёк к себе некоторое внимание. В 1812 году Виван-Денон поручил ему росписи потолков во дворце Тюильри. Герен проделал всю подготовительную работу, но реставрация Бурбонов помешала реализации замысла. После этого Герен два года работал, реставрируя (или, скорее, поновляя) старинные картины из Версаля. Однако в 1817 году он снова проявил себя благодаря религиозной живописи. Ему стали заказывать картины для церквей. В 1822 году он был награждён орденом Почётного легиона, а в 1824 году для портрета художнику позировал король.
В 1828 году Герен занялся преподаванием живописи и в дальнейшем совмещал преподавание с выполнением многочисленных заказов, в особенности, портретов. Несмотря на свой интерес к историческим, религиозным и мифологическим темам, который отмечался наградами парижского Салона, Герен был известен в обществе и востребован, в первую очередь, как модный портретист. Благодаря обилию высокопоставленных клиентов, Герен создал галерею из многих запоминающихся портретов выдающихся французов той эпохи.
Кроме Пьера Герена, Полена Герена порой путают и с Жаном-Урбеном Гереном, однако эти три художника-современника даже не находились в родстве между собой.

## Галерея

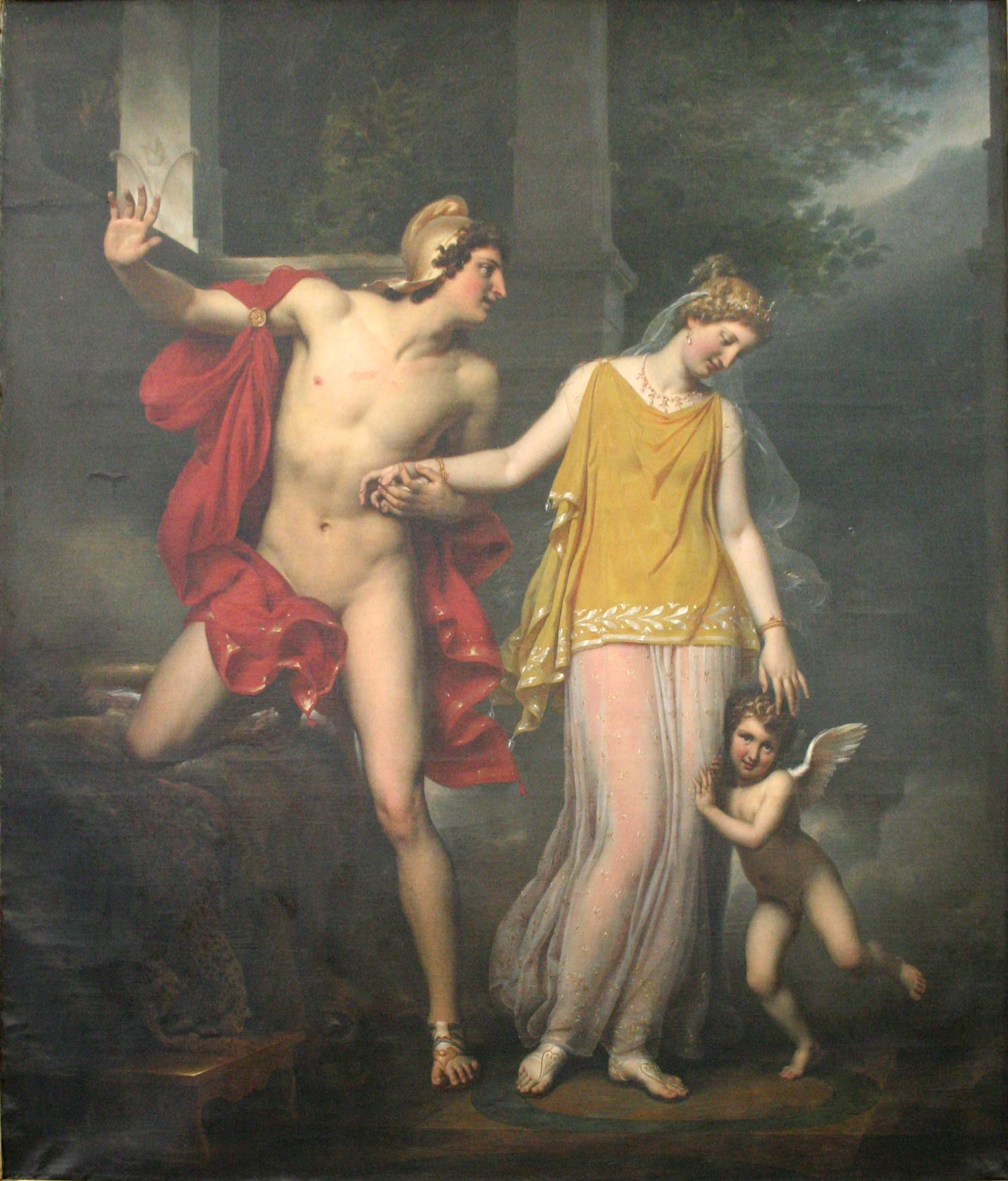
Анхис и Венера
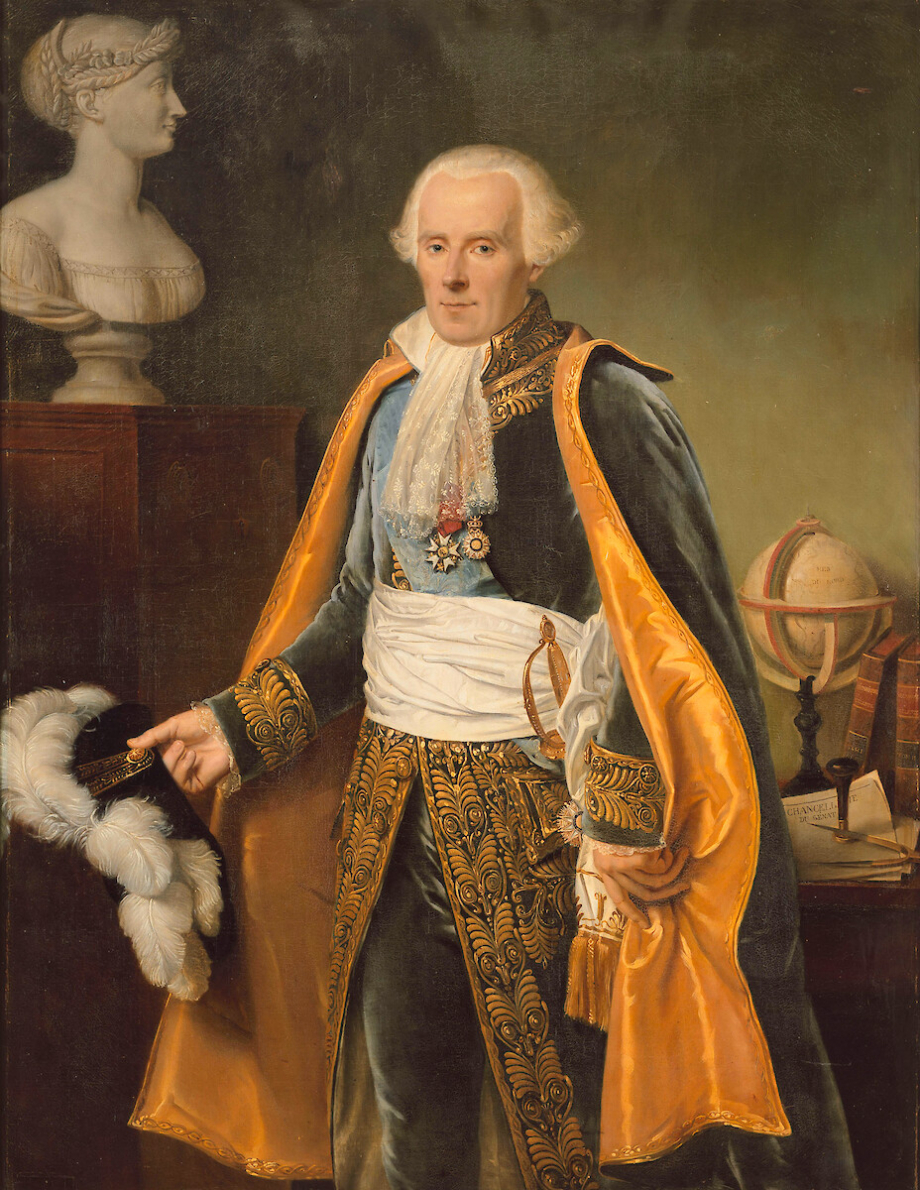
Портрет Лапласа
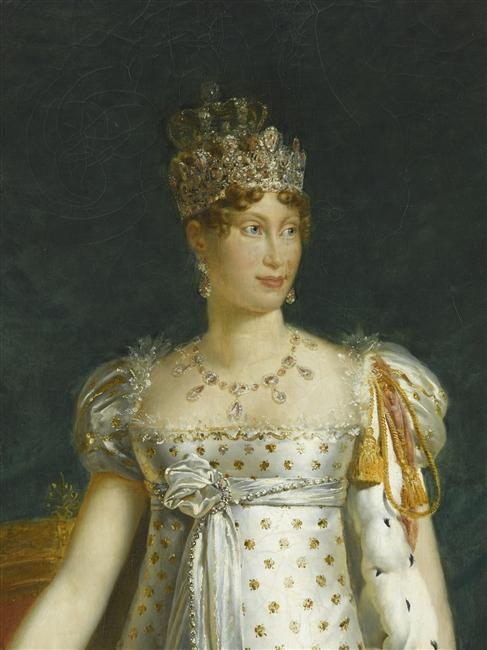
Портрет императрицы Марии-Луизы
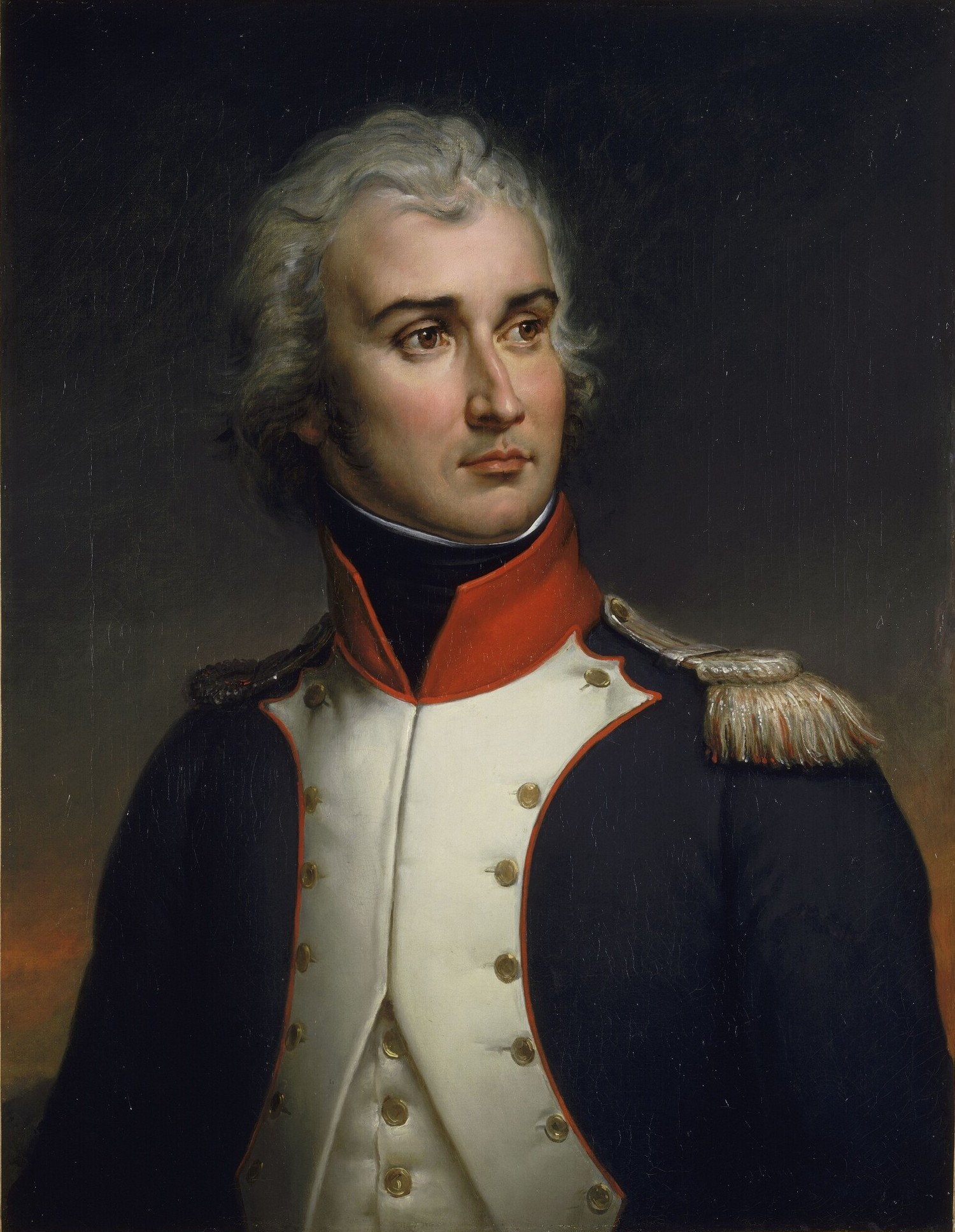
Портрет маршала Ланна
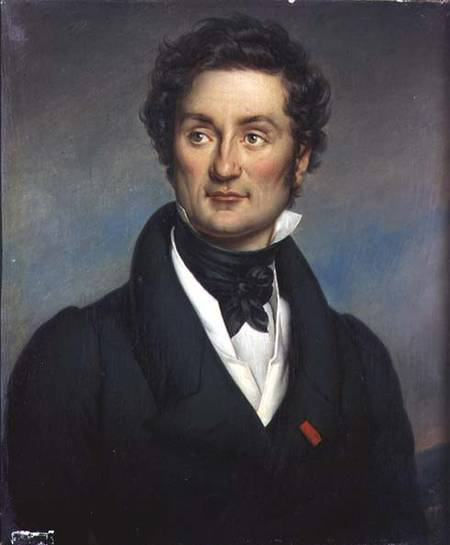
Портрет Шарля Нодье
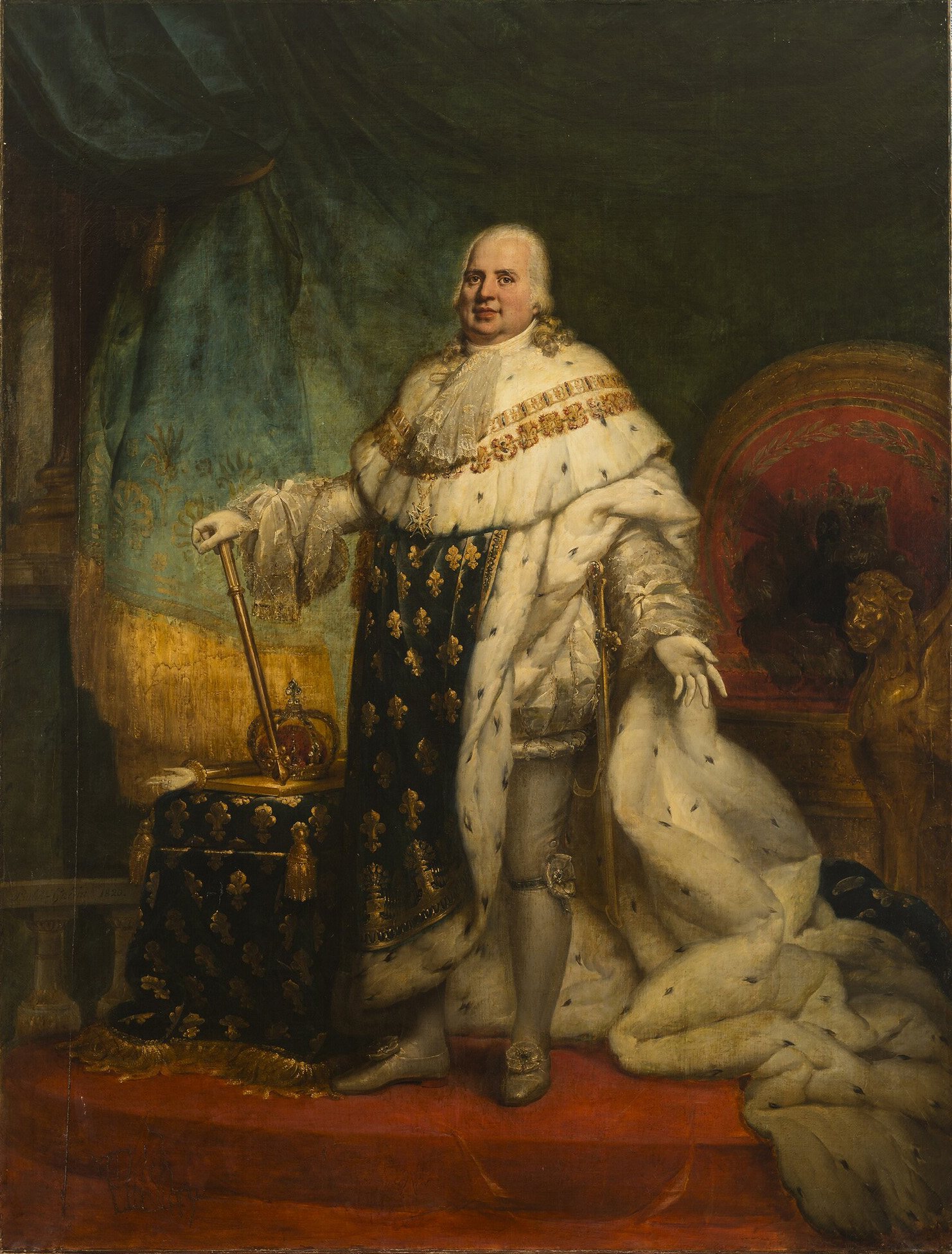
Портрет  Людовика XVIII
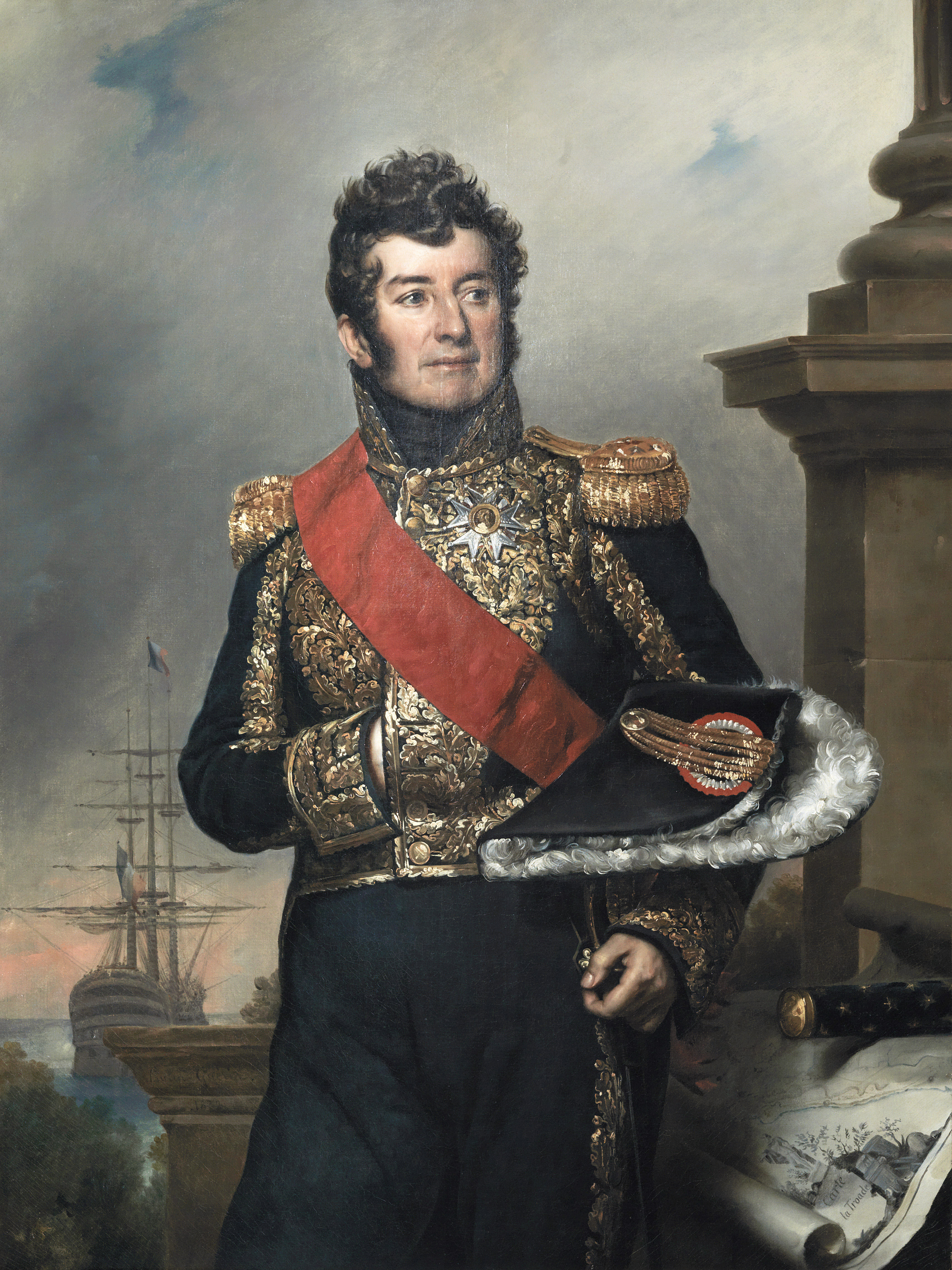
Портрет адмирала Трюге
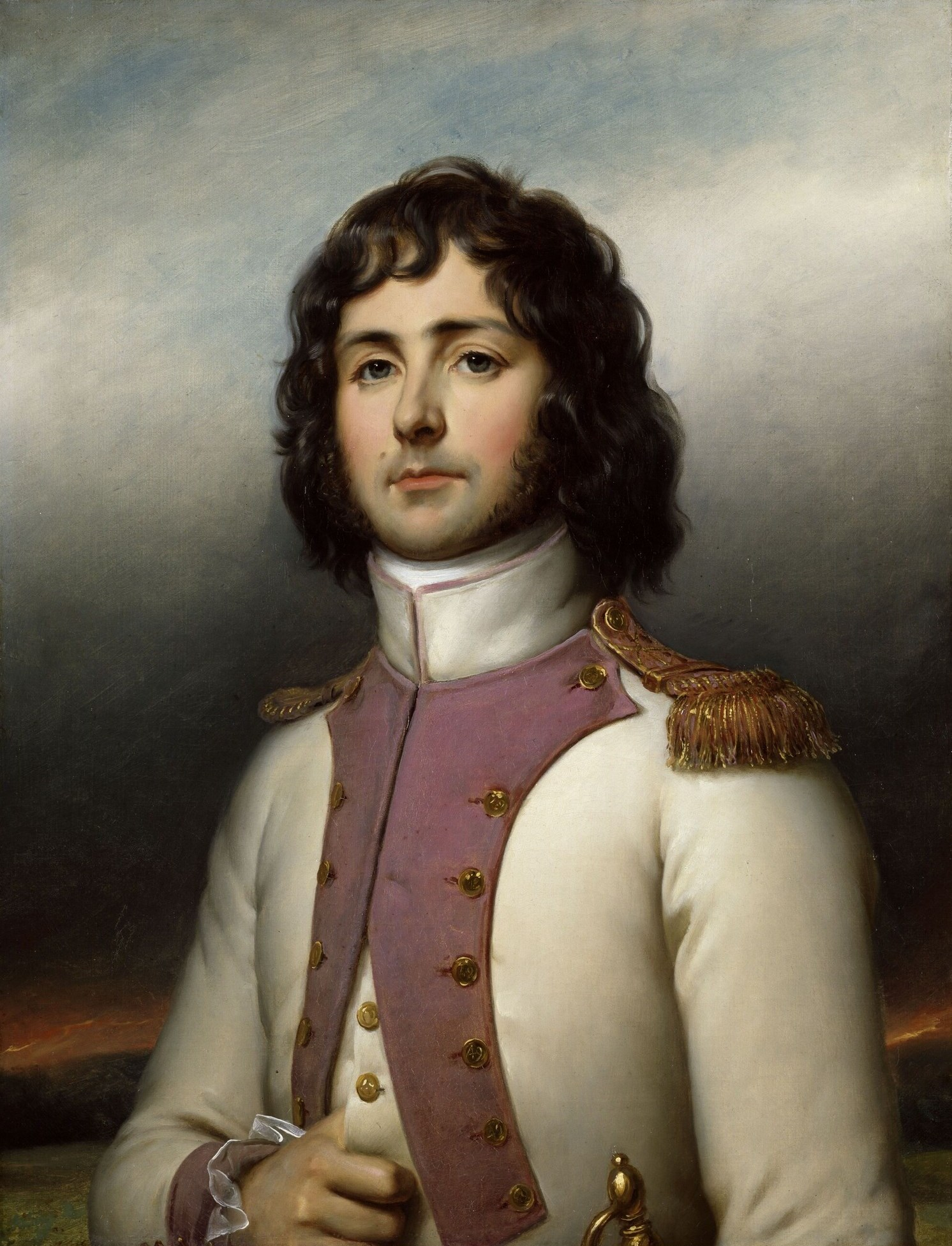
Портрет генерала Себастьяни
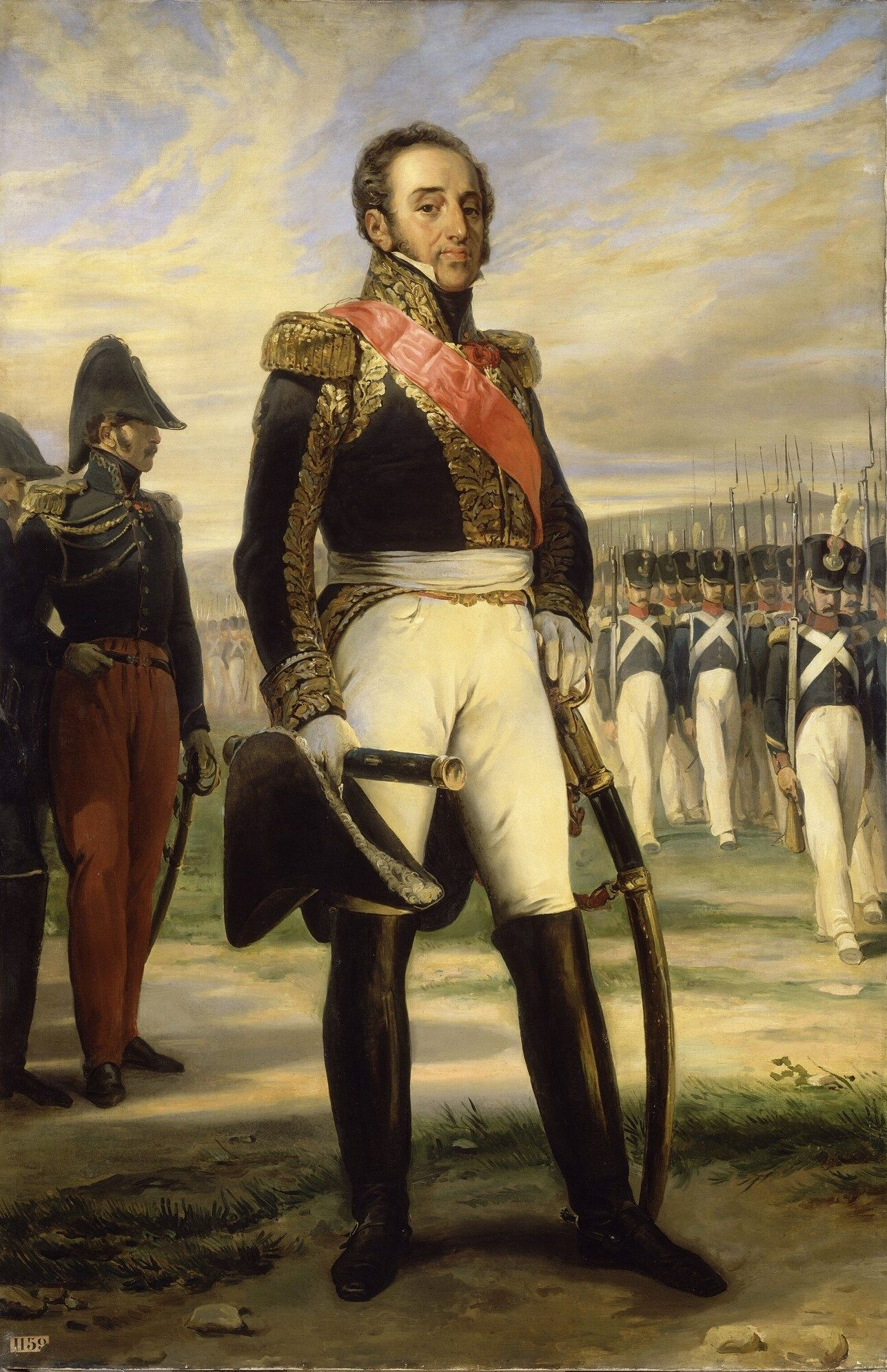
Портрет маршала Сюше
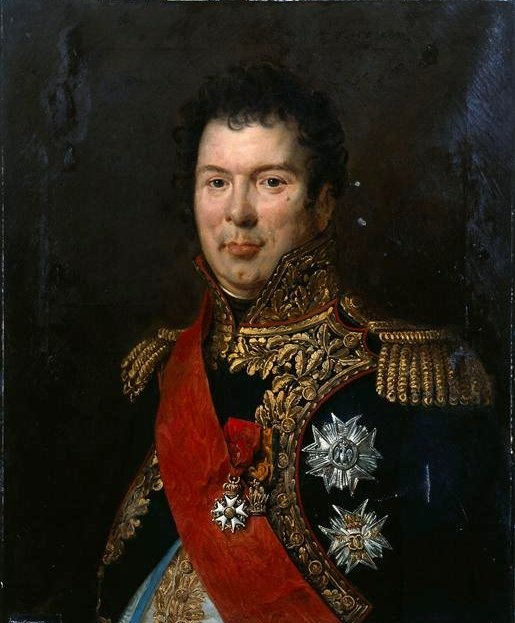
Портрет генерала Сонжи де Курбона
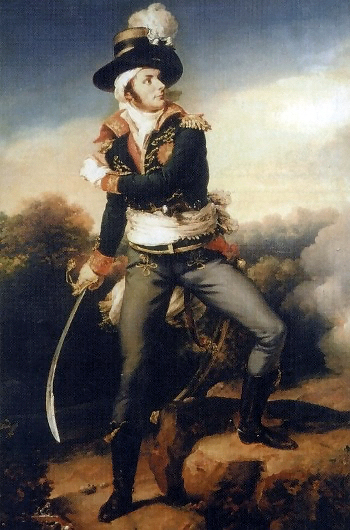
Портрет Шаретта
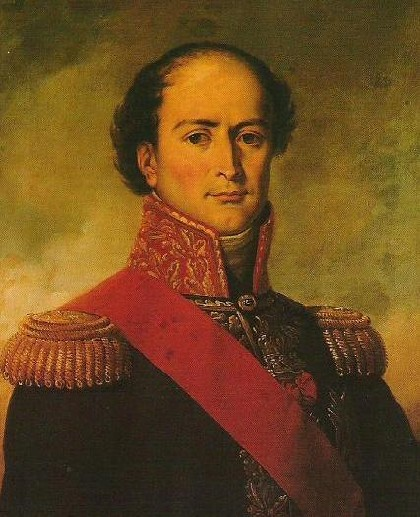
Портрет генерала Эбле